# オマキトカゲモドキ
オマキトカゲモドキ（Aeluroscalabotes felinus）は、ヤモリ科トカゲモドキ亜科オマキトカゲモドキ属に分類されるトカゲである。和名のとおり、尾をゼンマイのように巻いていることが多い。ネコのような動作をすることから、英名でキャットゲッコーとも呼ばれる。
本種のみでオマキトカゲモドキ属を形成し、トカゲモドキ亜科の中でも、他の属とはかなり離れた特異な存在である。本種だけで独立したひとつの亜科Aeluroscalabotinaeとされることもある。

## 分布域・形態

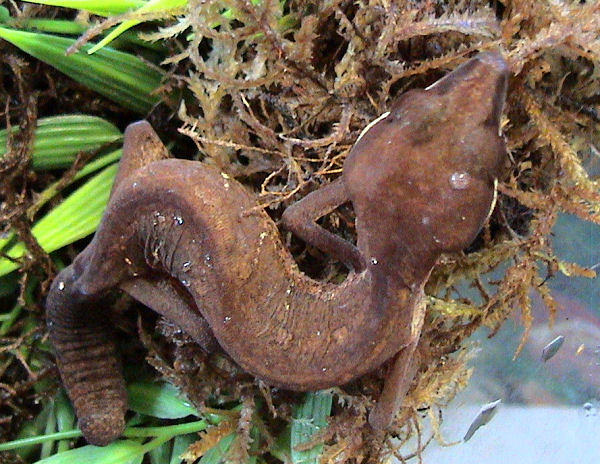
オマキトカゲモドキ

タイ南部やマレー半島、ボルネオ島など、東南アジアの比較的標高が高い熱帯雨林に分布している。大陸部に分布する個体群とボルネオ島に分布する個体群とでは、姿や形が若干異なり、亜種または地域個体群とされることがある。
全長は18-21センチメートルで体型は細長く、体色は赤褐色をしている。尾は太く、横向きに巻いており、物に巻きつけることができる。

## 生態
夜行性で、熱帯雨林などの湿度が高い環境に生息する。
歩行時に尾を上げて忍び足のようにそっと歩くなど、特異な動作をする。この動きがネコに似ていることが、英名であるキャットゲッコーの由来になっている。
地表性のヤモリだが、樹上の低いところや細い枝などにも登る。
食性は動物食で、昆虫類、節足動物などを食べる。
繁殖形態は卵生で、1回に2個ずつの卵を数回に分けて産む。

## 人間との関係
ペットとして流通している。本種とは別にオマキトカゲが存在し、紛らわしいことから、キャットゲッコーの名前で流通することが多い。飼育が難しいイメージを持たれており、入荷直後の痩せた生体は立ち直らないことが多いが、飼育環境に慣れたら丈夫である。
多湿な環境を好むが、蒸れるとすぐに状態を崩すため、通気性を重視する。また、極端な高温にも気をつける。
寝ている時間が長く、地表のシェルターに隠れていることが多いが、暗くなると活動を始める。活動的な面があるため、流木やコルクなどを組み合わせてレイアウトすると、毎夜決まった場所に餌を求めて上ってくるなどの立体活動が見られる。